# 30 Monocerotis
30 Monocerotis är en misstänkt variabel (VAR:) i Vattenormens stjärnbild. Trots sin Flamsteed-beteckning tillhör den inte Enhörningens stjärnbild. Den ligger på gränsen mellan stjärnbilderna och fick byta tillhörighet vid översynen av gränser mellan stjärnbilderna år 1930 och benämns efter bytet av stjärnbild ofta med sin HD-beteckning, HD 71155.
30 Monocerotis har visuell magnitud +3,9 och varierar utan fastställd amplitud eller periodicitet. Den befinner sig på ett avstånd av ungefär 120 ljusår.